# NOc Alpha Crucis
O NOc Alpha Crucis é um navio oceanográfico brasileiro, colocado em serviço para substituir o Wladimir Besnard, um navio de pesquisa. Seu nome é uma homenagem à estrela Alpha Crucis, que representa o estado de São Paulo na bandeira brasileira. Possui 64 metros de comprimento e é capaz de manter 25 pesquisadores e 15 tripulantes por 40 dias sem que seja reabastecido.

## Aquisição
O navio foi construído em 1974 e originalmente foi batizado como Moana Wave. Foi inicialmente cedido à Universidade do Havaí. Em 2010, a Fapesp o adquiriu e o renomeou como Alpha Crucis, após o mesmo ter sido avariado por um incêndio. Atualmente, é administrado pela Universidade de São Paulo.

## Projetos
O navio tem sido usado em vários projetos de pesquisa no Brasil, em áreas como mudanças climáticas globais e biodiversidade.